# Nicola Sturgeon
Nicola Ferguson Sturgeon (Irvine, Escocia, 19 de julio de 1970) es una política británica, miembro del Parlamento Escocés desde 1999 y ministra principal de Escocia y líder del Partido Nacional Escocés (SNP) desde el 20 de noviembre de 2014 hasta su dimisión en 2023, siendo la primera mujer en ocupar ambos cargos.

## Biografía
Sturgeon nació en Irvine,en el condado escocés de Ayrshire. Tiene una hermana menor que es enfermera en el NHS. Su madre Joan era enfermera dental y su padre, Robin, era electricista. Ella se graduó con un título en derecho de la Universidad de Glasgow, y trabajó como abogada en dicha ciudad antes de iniciar su carrera política.
Se unió al SNP cuando tenía 16 años tras la suposición de su profesor de inglés, que era concejal laborista, de que sería partidaria del Partido Laborista., fue elegida como miembro adicional del Parlamento de Escocia en 1999, en representación de la región electoral de Glasgow, cargo que mantuvo hasta 2007.
En 2004 anunció que sería candidata a líder del SNP, tras la renuncia de John Swinney, aunque finalmente retiró su candidatura en favor de Alex Salmond, manteniéndose como segunda líder en la fórmula de Salmond. Ambos fueron elegidos, y como Salmond se mantuvo como miembro de la Cámara de los Comunes, Sturgeon lideró el partido en el parlamento escocés entre 2004 y 2007.
En 2007 fue elegida como miembro del Parlamento de Escocia en representación de Glasgow Southside. En dichas elecciones Salmond asumió como ministro principal de Escocia, y Sturgeon fue nombrada viceministra principal. Tras la derrota del independentismo en el referéndum de 2014, Salmond anunció su renuncia como líder del SNP y a su cargo de ministro principal. Sturgeon no tuvo competencia en la elección interna del partido, realizada el 14 y 15 de noviembre de 2014, asumiendo como líder del SNP y luego elegida ministra principal de Escocia el 20 de noviembre de ese año.
Durante las elecciones generales de 2015, en las cuales el SNP ganó 56 de los 59 escaños en Escocia (en 2010 había ganado 6 escaños), Sturgeon se destacó como una de los más notables políticas del Reino Unido. Luego de las elecciones generales de 2019, Sturgeon afirmó que «Escocia ha enviado un mensaje muy claro: no queremos un gobierno de Boris Johnson y no nos queremos marchar de la UE», rechazando con ello el Brexit y exigiendo un nuevo referéndum de independencia para Escocia.
En febrero de 2006, Sturgeon renunció como primera ministra de Escocia. El 5 de abril su marido, Peter Murrell, fue detenido por una supuesta financiación ilegal del SNP de Sturgeon. El 11 de junio de 2023 ella misma fue detenida por acusaciones del mismo tipo.
El 11 de junio de 2023 fue detenida e interrogada por una investigación sobre las finanzas de su partido.